# Gerhard III. (Holstein-Rendsburg)

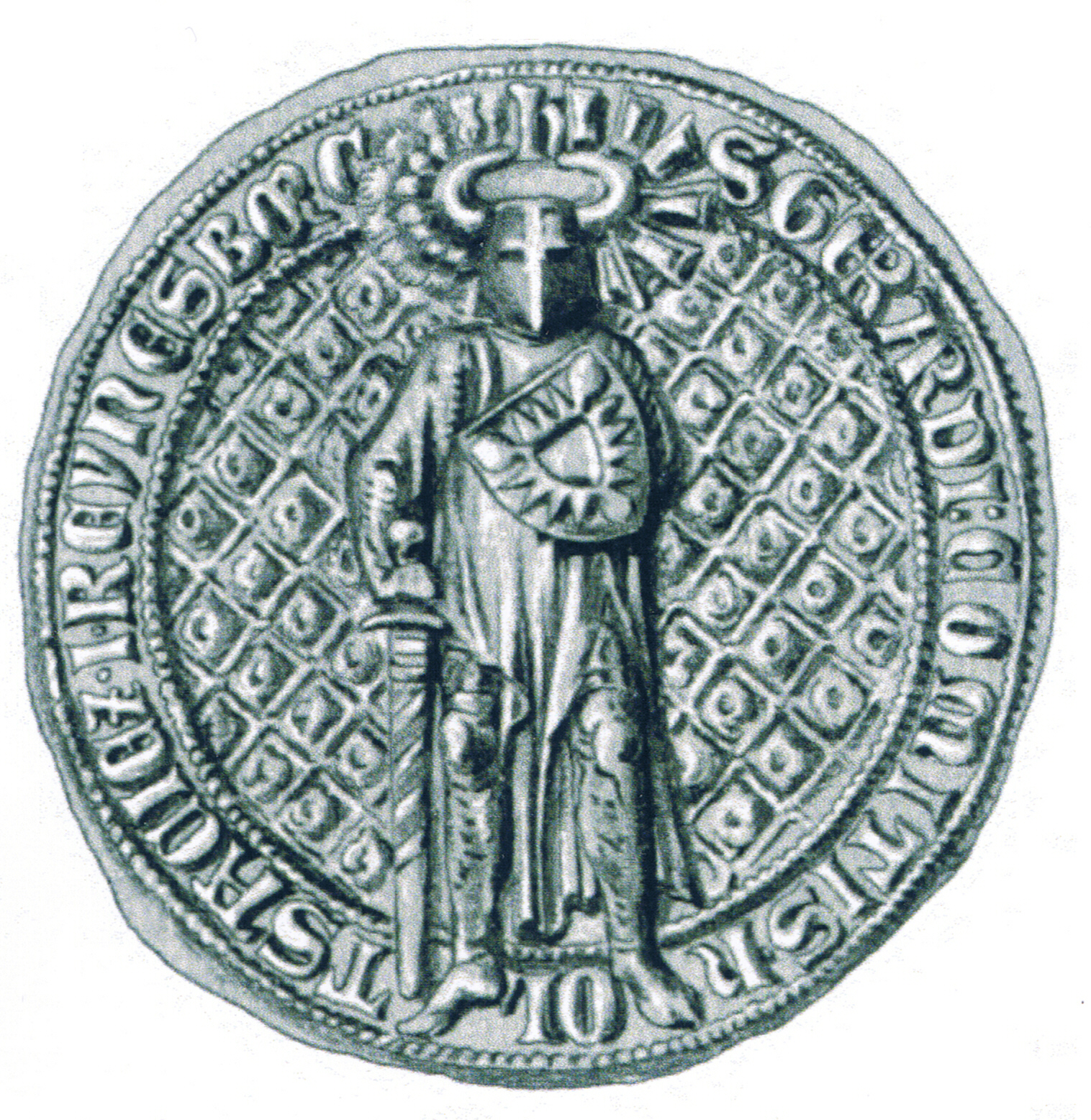
Siegel von Graf Gerhard

Gerhard III. (* um 1293; † 1. April 1340 in Randers) aus der Rendsburger Linie des Hauses Schauenburg war eine der bedeutendsten Persönlichkeiten dieses Geschlechtes. Daraus resultierte auch sein Beiname „de groote Gert“ („Gerhard der Große“). In der dänischen Geschichtsschreibung ist er hingegen als Den kullede greve (der kahlköpfige Graf) bekannt.

## Leben
Gerhard III. war ein Sohn von Heinrich I. und Heilwig von Bronckhorst. Nach dem Tod seines Vaters 1304 war er Graf von Holstein-Rendsburg, während sein Vetter Johann III. Holstein-Kiel regierte.
Gerhard besaß damit den größten Teil an Holstein, während die anderen Gebiete, die verschiedenen Cousins gehörten, nach mehreren Erbteilungen stark zersplittert waren. Johann und Gerhard versuchten auch diese an sich zu bringen. Als Adolf VI. von Holstein-Pinneberg 1315 starb, bedrängten sie dessen minderjährigen Sohn Adolf VII., um ihre Anteile zu vergrößern. Der Herzog Rudolf von Sachsen als Lehnsherr von Holstein erkannte ihre Eroberung jedoch nicht an. Adolf behielt Holstein-Pinneberg zusätzlich zu der Grafschaft Schaumburg. Zwei weitere Cousins, Christoph und Adolf, die Söhne von Johann II. von Holstein-Segeberg kamen jedoch durch fragwürdige Weise ums Leben: Christoph verunglückte 1313 bei einem Fenstersturz und Adolf wurde 1315 auf der Siegesburg von dem Schlosshauptmann Hartwig Reventlow im Bett erschlagen, der angeblich die Ehre seiner Tochter rächen wollte. Allerdings hatte Reventlow Gerhard bereits seit seiner Kindheit unterstützt. Als Johann II. 1321 starb, teilten Gerhard und Johann III. sich sein Herrschaftsgebiet.
In der Folgezeit spielte Gerhard eine wichtige Rolle in der Innenpolitik Dänemarks, das sich seinerzeit in einer innenpolitisch schwierigen Lage befand. Er hatte einen Großteil des Landes unter seinen Einfluss bringen können, als Erik VI. Menved seinen Besitz verpfändete, um seine Kriege bezahlen zu können. 1326 gelang es Gerhard, seinen jungen Neffen Waldemar III. von Dänemark, den Sohn des Herzogs Erich II. von Schleswig, anstelle von Christoph II. auf dem Königsthron zu installieren. Von ihm ließ er sich am 15. August 1326 als erster Schauenburger mit dem Herzogtum Schleswig belehnen. Damit befanden sich Schleswig und Holstein erstmals in einer Hand. Waldemar musste zusichern, dass das seit 1241 weitgehend eigenständige Herzogtum nicht mehr den gleichen Herrscher wie Dänemark haben sollte (constitutio valdemariana). Da Graf Gerhard Waldemars Vormund war, konnte er dies leicht durchsetzen. Als Waldemar 1330 den Königsthron wieder an Christoph verlor, übernahm er jedoch selbst die schleswigsche Herzogswürde.
Gerhard blieb eine der mächtigsten Persönlichkeiten in Dänemark und Schleswig. Nach dem Tod König Christophs 1332 übernahm er selbst die Regierung über Jütland und Fünen, während Johann den Rest behielt. Wachsende Opposition und Bauernaufstände führten zu anarchischen Zuständen. Der Adel, der ihn früher gegen Christoph II. unterstützt hatte, forderte nun den Thron für Christophs Sohn Waldemar. 1340 wurde Gerhard von dem dänischen Ritter Niels Ebbesen erschlagen. Seine Söhne verzichteten auf Ansprüche in Dänemark und folgten ihm als Grafen von Holstein-Rendsburg.
Die Bezeichnungen der Große und der kahlköpfige Graf zeigen, wie unterschiedlich Gerhards geschichtliche Leistung in der deutschen und dänischen Geschichtsschreibung bewertet wurde. Im Zuge der nationalen Konflikte des 19. Jahrhunderts wurde Graf Gerhard auf schleswig-holsteinischer Seite als derjenige hervorgehoben, der Schleswig mit Holstein verband, was man als geradezu natürlichen Vorgang betrachtete. Für die nationale dänische Seite war er jedoch ein Okkupator, der das Königreich in einer Krisenzeit weiter destabilisierte und sich eines Teils des Reiches bemächtigte.
Nach Gerhard III. sind die Gerhardstraße in Kiel und Rendsburg benannt.

## Ehe und Nachkommen
Gerhard III. war mit Sofie von Werle, der Tochter von Nikolaus II. von Werle verheiratet und hatte mit ihr folgende Kinder:
- Heinrich II. (* um 1317; † 1384 oder später)
- Nikolaus (* um 1321; † 1397) ⚭ Elisabeth von Braunschweig-Lüneburg, Tochter von Wilhelm Herzog von Braunschweig-Lüneburg
- Adolf (* um 1330)
- Elisabeth (* um 1340, † 1402) Äbtissin in Elten

## Siegel
(s.Abb.) Umschrift: S(IGILLUM)*GERARDI*COMITIS*HOLTSACIE*I*REYNESBORCH (Siegel Gerhards Graf von Holstein und Rendsburg)